# Загводська Євгенія Василівна
Загводська Євгенія Василівнак (нар. 2 червня 1945, с. Богданівка Буського району Львівської області — українська мисткиня, майстриня наївного малярства. Член НСМНМУ з 2000 р.

## Біографія
Народилася 2 червня 1945 р. у с. Богданівка Буського району Львівської області.
Освіта середня. Працювала робітницею на Львівському паравозо-вагонноремонтному заводі, офіціанткою в ресторані, робітницею фірми «Одяг».
Малярством захоплювалася з юних літ. Член НСМНМУ з 2000 р.
У 2001 р. відзначена премією ім. А. Вахнянина. Учасниця обласних, всеукраїнських, міжнародних виставок.
Персональні виставки в Києві , Львові, Чернігові, Самборі.
Мешкає у Львові.